# لیلا اوتادی
لیلا اوتادی (زادهٔ ۱۴ مرداد ۱۳۶۲) بازیگر سینما و تلویزیون اهل ایران است.

## اوایل زندگی و تحصیلات
لیلا اوتادی، متولد ۱۴ مرداد ۱۳۶۲ در شمیران، تهران است. او در هفت‌سالگی پیشنهادی برای بازیگری در سینما دریافت کرد، اما به دلیل اولویت دادن خانواده‌اش به تحصیل، این مسیر را دنبال نکرد. اوتادی در ۱۸ سالگی با تئاتر وارد دنیای بازیگری شد و اولین تجربه سینمایی خود را با فیلم «چشمان سیاه» به کارگردانی ایرج قادری آغاز کرد. از آن زمان، او در آثار متعددی نقش‌آفرینی کرده و در مقطعی به عنوان گران‌ترین بازیگر زن سینمای ایران شناخته می‌شد. او به زبان‌های پارسی و ترکی مسلط است و به ورزش‌هایی نظیر تنیس و سوارکاری علاقه‌مند است.
اوتادی دانش‌آموختهٔ کارشناسی معماری داخلی در دانشگاه هنر تهران است.

## حرفه
اولین فیلم او «چشمان سیاه» (۱۳۸۱) به کارگردانی ایرج قادری بود. اوتادی در مجموعه‌های تلویزیونی مختلفی از جمله «حقیقت آشکار» (۱۳۸۳)، «اشک‌ها و لبخندها» (۱۳۸۷)، «دیه خون» (۱۳۸۹) و «زخم» (۱۳۹۳) شرکت کرده است.
او همچنین در فیلم‌های سینمایی «درخت بید» (۱۳۸۳)، «چپ‌دست» (۱۳۸۴)، «دعوت» (۱۳۸۷)، «در جستجوی خوشبختی» (۱۳۸۸)، «اخراجی‌ها ۳» (۱۳۸۹)، «شلخته» (۱۳۹۰)، «لاله» (۱۳۹۲) و «سگ‌های پوشالی» (۱۳۹۲) به ایفای نقش پرداخته است.

## حواشی

### جنجال ایفای نقش ندا آقاسلطان
در آبان ۱۳۸۹، خبر بازی اوتادی در فیلم پایان‌نامه در نقش ندا آقاسلطان در برخی رسانه‌ها و خبرگزاری‌های مستقل و دولتی ایران منتشر شد.
ساعتی پس از انتشار ساخت این فیلم، اعتراض مخالفان در شبکه‌های اجتماعی مانند فیس‌بوک و بالاترین آغاز شد. صفحهٔ مخالفان اوتادی در شبکهٔ اجتماعی فیس‌بوک تنها در کمتر از هفت ساعت به ۳۰۰۰ عضو رسید و همچنین گروهی با نام موج آزادی وبگاه او را برای مدتی هک کرد.
در نهایت، اعلام خبر بازی لیلا اوتادی در نقش ندا آقاسلطان توسط روابط عمومی پایان‌نامه تکذیب شد. همچنین اوتادی در واکنش گفت «دلم می‌خواهد بدانم چه کسی این دشمنی را روا داشته تا با طرح این‌گونه خبر مردم را نسبت به من هیستریک و عصبی نماید.»

### جنجال دستمزد
در خبری، باشگاه خبرنگاران وی را با دریافت ۷۵ میلیون تومان برای ۲۵ روز بازی در فیلم پیتزا مخلوط (حسین قاسمی‌جامی) گران‌ترین بازیگر زن سینمای ایران نامید. لیلا اوتادی در جمعه ۱۳ اردیبهشت ۱۳۹۲ با حضور در برنامهٔ تلویزیونی «هفت» که اختصاص به مسائل روز سینمای ایران دارد، در حضور مهدی ودادی، کارگردان فیلم زن، مرد، زندگی یادآور شد:
«شایعاتی مبنی بر این‌که من گران‌ترین بازیگر سینمای کشور هستم گاه در فضای اینترنتی منتشر می‌شود که صحت ندارد و عده‌ای به دشمنی قصد دارند مرا گران‌ترین بازیگر سینمای ایران معرفی کنند، در صورتی که این امر درست نیست. … به نظرم این حرف‌ها شایعات اینترنتی است که تنها از جانب دشمن شکل می‌گیرد.»
اوتادی در مورد دستمزد خود گفت:
 «مردم بهتر از همه دستمزد من را می‌دانند. شایعات مبنی بر بالا بودن دستمزد من برای خودم هم تازگی داشت و هم عجیب بود. اصلاً این‌طور نیست و فکر می‌کنم یک عده با من دشمنی دارند. آقای ودادی نیز می‌تواند این مسئله را تأیید کند.»
او همچنین در یکی از قسمت‌های برنامهٔ دورهمی که به‌عنوان مهمان حضور داشت، این شایعه را تکذیب کرد.

## تألیفات
اوتادی از ۱۷ سالگی شروع به سرودن شعر کرد، او در بهمن ۱۳۹۳ نخستین کتاب خود را در قالب مجموعه شعری با عنوان در بهشتی که کلاغی نیست مترسک هم نیست به دو زبان فارسی و انگلیسی از طریق انتشارات مروارید منتشر کرد. این کتاب دارای ۷۶ صفحه و مشتمل بر ۳۵ قطعه شعر سپید است.

## فیلم‌شناسی

### سینمایی
| سال  | فیلم              | کارگردان         |
| ---- | ----------------- | ---------------- |
| ۱۳۹۹ | یقه سفیدها        | شهرام مسلخی      |
| ۱۳۹۸ | پسرکشی            | محمدهادی کریمی   |
| ۱۳۹۷ | تخته‌گاز           | محمد آهنگرانی    |
| ۱۳۹۶ | کاتیوشا           | علی عطشانی       |
| ۱۳۹۶ | پیشونی سفید ۳     | سید جواد هاشمی   |
| ۱۳۹۶ | هوس               | محمد خراط زاده   |
| ۱۳۹۵ | آزاد به قید شرط   | حسین شهابی       |
| ۱۳۹۵ | تله‌پاتی           | رضا شالچی        |
| ۱۳۹۵ | نازلی             | محمود معظمی      |
| ۱۳۹۴ | مالیخولیا         | مرتضی آتش زمزم   |
| ۱۳۹۴ | ناردون            | فریدون حسن‌پور    |
| ۱۳۹۴ | آشوب              | کاظم راست‌گفتار   |
| ۱۳۹۳ | سه بیگانه         | مهدی مظلومی      |
| ۱۳۹۳ | کلاف              | شهرام شاه‌حسینی   |
| ۱۳۹۲ | یک شام خوب        | مهدی مظلومی      |
| ۱۳۹۲ | افسونگر           | حسین تبریزی      |
| ۱۳۹۲ | سگ‌های پوشالی      | رضا توکلی        |
| ۱۳۹۲ | لاله              | اسدالله نیک‌نژاد  |
| ۱۳۹۱ | زن، مرد، زندگی    | مهدی ودادی       |
| ۱۳۹۱ | کبریت سوخته       | کاظم معصومی      |
| ۱۳۹۱ | آقای الف          | علی عطشانی       |
| ۱۳۹۰ | شیر تو شیر        | ابراهیم فروزش    |
| ۱۳۸۹ | اخراجی‌ها ۳        | مسعود ده‌نمکی     |
| ۱۳۸۹ | دردسر بزرگ        | مهدی گلستانه     |
| ۱۳۸۹ | پیتزا مخلوط       | حسین قاسمی جامی  |
| ۱۳۸۸ | به دنبال خوشبختی  | بهمن گودرزی      |
| ۱۳۸۸ | عروسک             | ابراهیم وحیدزاده |
| ۱۳۸۸ | باغ قرمز          | امیر سمواتی      |
| ۱۳۸۸ | آدم‌کش             | رضا کریمی        |
| ۱۳۸۷ | پسر آدم، دختر حوا | رامبد جوان       |
| ۱۳۸۷ | حرکت اول          | فرهاد نجفی       |
| ۱۳۸۶ | زن‌ها فرشته‌اند     | شهرام شاه‌حسینی   |
| ۱۳۸۵ | چهارانگشتی        | سعید سهیلی       |
| ۱۳۸۵ | فرش ایرانی        | داریوش مهرجویی   |
| ۱۳۸۵ | قصه دل‌ها          | هوشنگ درویش‌پور   |
| ۱۳۸۴ | چپ دست            | آرش معیریان      |
| ۱۳۸۳ | بید مجنون         | مجید مجیدی       |
| ۱۳۸۱ | چشمان سیاه        | ایرج قادری       |

### مجموعه تلویزیونی
| سال  | مجموعه تلویزیونی      | کارگردان       | شبکه پخش |
| ---- | --------------------- | -------------- | -------- |
| ۱۳۹۸ | گاندو                 | جواد افشار     | سه       |
| ۱۳۹۷ | حوالی پاییز           | حسین نمازی     | سه       |
| ۱۳۹۵ | آرام می‌گیریم          | روح‌الله سهرابی | دو       |
| ۱۳۹۵ | چرخ فلک               | بهرام عظیم‌پور  | یک       |
| ۱۳۹۳ | زخم                   | مسعود آب‌پرور   | سه       |
| ۱۳۸۷ | اشک‌ها و لبخندها       | حسن فتحی       | یک       |
| ۱۳۸۵ | خون‌بها                | جواد مزدآبادی  | یک       |
| ۱۳۸۵ | تله‌فیلم بیرون از بهشت | حسین سهیلی‌زاده |          |
| ۱۳۸۵ | آخرین گناه            | حسین سهیلی‌زاده | دو       |
| ۱۳۸۳ | مهر و ماه             | سید فیاض موسوی | یک       |

### سریال نمایش خانگی
| سال  | سریال رسانه‌ای   | کارگردان       |
| ---- | --------------- | -------------- |
| ۱۴۰۱ | دیو و ماه‌پیشونی | حسین قناعت     |
| ۱۳۹۷ | ۱۳ شمالی        | علیرضا امینی   |
| ۱۳۹۶ | عالیجناب        | سام قریبیان    |
| ۱۳۹۶ | آشوب            | کاظم راست‌گفتار |